# まいか (ショーダンサー)
まいか（1999年2月8日 - ）は、日本のショーダンサー、グラビアアイドル、タレント。

## 人物
中3からニコニコ動画に「踊ってみた」動画を上げていて、踊ることがとても好きだった。18歳くらいから地下アイドルとして活動し、その後、キャバ嬢、球場売り子、コンセプトカフェ店員等をしていたが、「ステージに立ちたい」という気持ちが強くなり、オーディションを経て、2023年5月6日にショークラブ「バーレスク東京」のダンサーとしてデビューした。
デビュー後は、その美貌から「顔面最強」とSNSで話題となるほどの人気ダンサーとなり、雑誌グラビアの掲載や写真集が発売されるなどしている。

バーレスク東京で開催の人気投票においても、2023年には「Next Breaker of BURLESQUE 2023」で1位となりグランプリを受賞、2024年の「バーレスク総選挙2024」のファイナルステージでは1位と僅か8pt差の2位となり準グランプリを獲得した。
2024年7月から放送開始のTV番組「それゆけ!!63エンジェル!!」にも選抜メンバーとして出演しており、今後はROKUSAN ANGELだけでなく幅広い仕事をしていきたいと語っている。
バーレスク東京のダンサーから選抜されたアイドルユニット「キュンキュンクリーム」のメンバーでもあり、ライブステージにも出演している。
趣味は雑学クイズ、特技はスマホ広告の小さい×を一撃で押せることと利きシャンパン。

## 出演

### テレビ
- それゆけ!!63Angel!!（2024年7月4日 - 、TOKYO MXテレビ）[24]

### ラジオ
- それゆけ!!63ANGEL!!のラヂオ（2024年8月31日、10月12日・11月30日、渋谷クロスFM）[25]

### WEB配信・動画（一部）
- 【4Kムービーグラビア】大人気ショーダンサー・まいかちゃん(バーレスク東京)がYJ初登場！劇場でも日常でもアクセル全開な彼女の水着撮影に最高画質で没入密着！【メイキング】（2024年2月9日、ヤンジャンTV【集英社ヤングジャンプ公式】）[26]

- 【#まいか】顔面最強の63ANGEL(旧バーレスク東京)ショーガール――デジタル写真集『COLLECTION』好評発売中！ーMaika（2024年8月16日、週プレChannel【集英社 週刊プレイボーイ公式】）[27]

### イベント・トークライブ

#### キュンキュンクリームのメンバーとして出演
- "コトネの日"in 豊洲PIT（2024年5月10日、豊洲PIT）[28]
- 山形ROCK FES（2024年10月27日、山形県総合運動公園野球場）[29]※選抜メンバー

### 雑誌
- ヤングジャンプ 2024年2/22号（2024年02月08日発売、集英社）※グラビア
- 近代麻雀 2024年07月号（2024年05月31日発売、竹書房）※グラビア
- 別冊パチスロパニック7 8月号増刊 別冊パチスロパニック7 X vol.20（2024年6月26日発売、ガイドワークス）※表紙・センターグラビア
- 漫画パチスロ桃色パニック7（2024年8月5日、ガイドワークス）[30]※グラビア
- 週刊SPA!(スパ!) 2024年10/01・08合併号（2024年9月24日、扶桑社）※クレイジーケンバンド横山剣インタビューページ
- 週間SPA！(スパ!) 2024年11月19日号（2024年11月12日、扶桑社）※「六本木の夜を彩る 魅惑のダンサーが踊り狂う！！」グラビア記事

### Web記事
- まいか（63ANGEL／旧バーレスク東京）、週プレ初のデジタル写真集『COLLECTION』本日発売！[31]
- 顔面最強と話題の人気ショーダンサー・まいかがデジタル写真集を発売！「この撮影でグラビアへの興味がギュンっと上がりました」[32]

## 作品

### デジタル写真集
- 劇場的日常（2024年2月8日、集英社［YJ PHOTO BOOK］、撮影：藤本和典）[33]
- COLLECTION（2024年8月12日、集英社［週プレ PHOTO BOOK］、撮影：横山マサト）[34]
- Miss Perfect（2024年9月26日、ガイドワークス［GUIDEWORKS DIGITAL PHOTO BOOK］、撮影：八坂悠司）[35]
- Second Impact（2025年2月10日、小学館［スピ/サン グラビアフォトブック］、撮影：中山雅文）[36]

### ディスコグラフィー
キュンキュンクリーム
- スキスキ大好き（2023年9月13日リリース、デジタルコンテンツ）[37]